# Jacquemontia rojasiana
Jacquemontia rojasiana är en vindeväxtart som beskrevs av O'donell. Jacquemontia rojasiana ingår i släktet Jacquemontia och familjen vindeväxter. Inga underarter finns listade i Catalogue of Life.